# Émile Dehon
Pour les articles homonymes, voir Dehon.
Émile Dehon (Saint-Quentin, 7 septembre 1900 - Andorre-la-Vieille, 5 février 1995), est un prêtre français, Compagnon de la Libération. Missionnaire au Cameroun, il est mobilisé au début de la Seconde Guerre mondiale et choisit de se rallier à la France libre. Il participe aux combats en Afrique et au Moyen-Orient puis prend part à la Libération de la France. Après le conflit, il retourne poursuivre son action de missionnaire au Cameroun.

## Biographie

### Jeunesse et engagement
Émile Dehon naît le 7 septembre 1900 à Saint-Quentin, dans l'Aisne d'un père fumiste et d'une mère ménagère. En 1920, il fait son service militaire au 2e bataillon du 1er régiment d'aérostation. Marié en 1923, il finit cependant par se tourner vers la vie religieuse et prononce ses vœux en 1926 avant d'être ordonné prêtre en 1930 à Braga, au Portugal,. Après sa consécration à l'apostolat en 1931, il est envoyé au Cameroun. Affecté à la mission de Nlong, il y conçoit et construit l'église locale. En 1933, il est chargé d'établir une nouvelle mission à Nkol-Nkumu. Il y reste trois ans puis prend un congé en France de 1936 à 1937 avant de revenir à Nkol-Nkumu où il se trouve encore en 1939.

### Seconde Guerre mondiale
Mobilisé lors du déclenchement de la Seconde Guerre mondiale, il refuse l'armistice du 22 juin 1940 et s'engage dans les forces françaises libres en juillet. Arrivé en pirogue à Douala en compagnie du commandant Leclerc, il participe au ralliement du Cameroun à la france libre. Il est ensuite affecté en tant qu'aumônier militaire au 1er régiment de tirailleurs du Cameroun avec lequel il prend part à la campagne du Gabon en octobre 1940.
Muté à l'ambulance chirurgicale légère de la brigade française d'Orient, il participe à la campagne d'Érythrée de février à avril 1941 puis à la campagne de Syrie en juin suivant. Il opère ensuite dans le désert libyen en 1942 puis est de la campagne de Tunisie en 1943. Transféré à la 2e division blindée au sein de laquelle il est affecté au régiment de marche du Tchad, il participe à la bataille de Normandie sous les ordres du colonel Dio. Il se distingue particulièrement du 10 au 17 août dans le secteur de Carrouges en portant assistance aux blessés sous les bombardements.

### Après-Guerre
De retour au Cameroun après la guerre, il fonde et dirige à Yaoundé le collège d'enseignement technique Charles Atangana. Il prend sa retraite en 1973 et se retire en Espagne. Émile Dehon meurt le 5 février 1995 à Andorre-la-Vieille où il est inhumé.

## Décorations
|  |  |  |
|  |  |  |

| Commandeur de la Légion d'honneur   | Commandeur de la Légion d'honneur | Compagnon de la Libération | Compagnon de la Libération | Croix de guerre 1939-1945 | Croix de guerre 1939-1945 |
| Médaille de la Résistance française |                                   |                            |                            |                           |                           |

## Publications
- Émile Dehon, Avis et conseils à ses religieux, Domois, 1930.
- Émile Dehon, préface du général leclerc, La nouvelle politique coloniale de la France, Flammarion, 1945 (ASIN B0000DR6QI).